# Cornelia Kapocs
Cornelia Kapocs, född den 13 juli 2000, är en svensk fotbollsspelare som spelar för Liverpool FC.
Hennes farfar, Géza Kapocs, var en ungersk fotbollsspelare som har spelat tillsammans med legenden Ferenc Puskás.

## Karriär
Kapocs moderklubb är Tölö IF.
I december 2020 värvades Kapocs av Linköping FC, där hon skrev på ett tvåårskontrakt. I december 2022 förlängde Kapocs sitt kontrakt med två år.
Sommaren 2024 blev hon värvad av Liverpool FC.